# 171424 Rudyfernandez
171424 Rudyfernandez este o planetă minoră (asteroid) din Asteroid troian al lui Jupiter. A fost descoperită pe 13 iulie 2007 la  de Observatorul Astronomic din Mallorca⁠(d). 
Obiectul prezintă o orbită caracterizată de o semiaxă mare de 5,1644155198578 UAi, o excentricitate de 0,016163148308528, o înclinație de 16,526692761366 ° în raport cu ecliptica.